# Pascendi Dominici gregis
Pascendi Dominici gregis (hrvatski: Pasti stado Gospodnje) je 11. enciklika pape Pija X. Objavljena je 8. rujna 1907. godine. U enciklici papa osuđuje modernizam, agnosticizam i imanentizam. Modernizam se naziva još i "herezom svih hereza".

Tradicionalni katolici ukazuju po ovoj enciklici, kako su pape, prije II. vatikanskog koncila, bili vrlo zabrinuti zbog neprijatelja kršćanstva koji su prodirali u društvo Katoličke Crkve. Na početku enciklike papa navodi sljedeće: 

## Sadržaj
Enciklika "Pascendi Dominici Gregis" sastoji od sljedećih poglavlja:
- Uvod,
- Poglavlje I. Modernist kao filozof,
- Poglavlje II. Modernist kao vjernik,
- Poglavlje III. Modernist kao teolog,
- Poglavlje IV. Modernist kao povjesničar,
- Poglavlje V. Modernist kao kritičar,
- Poglavlje VI. Modernist kao apologet,
- Poglavlje VII. Modernist kao reformatora,
- Poglavlje VIII. Uzroci modernizma,
- Poglavlje IX. Sredstva pomoći,
- Zaključak.

## Poveznice
- Pio X.
- Enciklike Pija X.

## Vanjske poveznice
- Tekst enciklike na hrvatskom
- Pascendi dominici gregis Latinski tekst (wikisource - hrvatski)
- Pascendi dominici gregis Latinski tekst (Vatican.va)
- Pascendi dominici gregis Engleski tekst (Vatican.va)